# 莫斯科站 (聖彼得堡地鐵)
莫斯科站（羅馬化：Moskovskaya）是聖彼得堡地鐵莫斯科－彼得格勒線的一個車站。莫斯科站開通於1969年12月25日，該站有開往普爾科沃機場的直達公車。